# Moses Hamungole
Moses Hamungole (ur. 1 maja 1967 w Kafue, zm. 13 stycznia 2021 w Lusace) – zambijski duchowny katolicki, biskup Monze od 2014 do swojej śmierci w 2021.

## Życiorys
Święcenia kapłańskie przyjął 6 sierpnia 1994 i został inkardynowany do archidiecezji Lusaka. Był m.in. dyrektorem lokalnego radia, przewodniczącym afrykańskiego oddziału organizacji SIGNIS oraz dyrektorem programowym Radia Watykańskiego dla języków angielskiego i suahili.
10 lutego 2014 papież Franciszek mianował go biskupem diecezji Monze. Sakry biskupiej udzielił mu 3 maja 2014 jego poprzednik – biskup Emilio Patriarca.
Zmarł 13 stycznia 2021 na COVID-19.